# Cmentarz mariawicki w Nowosiadle
Cmentarz mariawicki w Nowosiadle – założony na początku XX wieku, cmentarz Kościoła Katolickiego Mariawitów położony w Nowosiadle koło Płocka. Jest to mały cmentarzyk z kilkoma zachowanymi grobami (część współczesnych) znajdujący się w zagajniku opodal drogi Świniary – Zyck Polski.